# Мезање
Мезање (итал. Mesagne) је насеље у Италији у округу Бриндизи, региону Апулија.
Према процени из 2011. у насељу је живело 26497 становника. Насеље се налази на надморској висини од 71 м.

## Становништво
Према резултатима пописа становништва 2011. у општини је живело 27.753 становника.
| 1931.  | 1936.  | 1951.  | 1961.  | 1971.  | 1981.  | 1991.  | 2001.  | 2011.  |
| ------ | ------ | ------ | ------ | ------ | ------ | ------ | ------ | ------ |
| 17.334 | 18.795 | 23.372 | 26.297 | 27.304 | 30.229 | 30.267 | 27.587 | 27.753 |